# Імсвайлер
Імсвайлер (нім. Imsweiler) — громада в Німеччині, розташована в землі Рейнланд-Пфальц. Входить до складу району Доннерсберг. Складова частина об'єднання громад Роккенгаузен.
Площа — 9,90 км2. Населення становить 531 ос. (станом на 31 грудня 2020).